# Лісконоги
Лісконо́ги — село в Україні, у Новгород-Сіверській міській громаді Новгород-Сіверського району Чернігівської області. До 2020 орган місцевого самоврядування — Лісконогівська сільська рада.
Населення становить 461 особа.

## Археологічні розвідки
На території села виявлено городище і два поселення 6-3 ст. до н. е.

## Історія
Поселення засноване у першій половині 17 ст. У селі у 1748 р. була побудована дерев'яна Благовіщенська церква.
За даними на 1859 рік у козацькому й власницькому селі Новгород-Сіверського повіту Чернігівської губернії мешкало 575 осіб (282 чоловічої статі та 293 — жіночої), налічувалось 271 дворове господарство, існувала православна церква.
Станом на 1886 у колишньому державному й власницькому селі Мамекинської волості мешкало 656 осіб налічувалось 102 дворових господарства, існували православна церква й постоялий будинок.
За даними на 1893 рік у поселенні мешкало 852 особи (401 чоловічої статі та 451 — жіночої), налічувалось 120 дворових господарства.
За переписом 1897 року кількість мешканців зросла до 964 осіб (451 чоловічої статі та 513 — жіночої), з яких 953 — православної віри.
12 червня 2020 року, відповідно до розпорядження Кабінету Міністрів України № 730-р «Про визначення адміністративних центрів та затвердження територій територіальних громад Чернігівської області», увійшло до складу Новгород-Сіверської міської громади.
19 липня 2020 року, в результаті адміністративно - територіальної реформи та ліквідації колишнього Новгород-Сіверського району, село увійшло до новоствореного Новгород-Сіверського району Чернігівської області.

## Населення

### Мова
Розподіл населення за рідною мовою за даними перепису 2001 року:
| Мова       | Кількість | Відсоток |
| ---------- | --------- | -------- |
| українська | 428       | 92.84%   |
| російська  | 30        | 6.51%    |
| румунська  | 2         | 0.43%    |
| білоруська | 1         | 0.22%    |
| Усього     | 461       | 100%     |

## Уродженці
- Фейгін Яків Григорович (1903-1973) — економіст і географ, член-кореспондент АН УРСР.
- Балабко Олександр Васильович (нар.1955) — український публіцист, прозаїк, поет, головний редактор газети «Вечірній Київ» (2001—2006 рр.)